# Moritz Vermehren

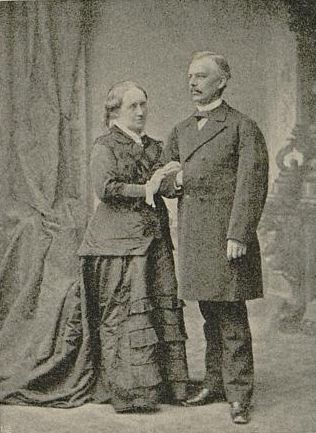
Moritz Vermehren (rechts) mit seiner Gattin Adele geb. von Hase (1881)

Ferdinand Bernhard Moritz Vermehren (* 10. April 1829 in Jena; † 2. April 1893 ebenda) war ein deutscher Klassischer Philologe und Gymnasiallehrer. Er wirkte an verschiedenen Schulen in Jena und von 1864 bis 1893 gleichzeitig als außerordentlicher Professor an der dortigen Universität.

## Leben
Moritz Vermehren stammte aus einer Lübecker Patrizierfamilie. Sein Großvater Johann Bernhard Vermehren (1777–1803) war als Student nach Jena gekommen und dort als Dichter und Privatdozent an der philosophischen Fakultät geblieben. Seine Eltern waren der Jurist Friedrich Bernhard Vermehren (1802–1871) und Charlotte geb. Schuderoff. Sein Vater war zunächst Privatdozent an der juristischen Fakultät der Universität Jena, ging aber noch 1829 als Gerichtsassessor nach Hildburghausen, wo er bis zum Oberlandesgerichtsrat aufstieg; 1844 kehrte er dann als Geheimer Justizrat an das Oberappellationsgericht in Jena zurück.
Moritz Vermehren besuchte ab 1838 das Gymnasium in Hildburghausen und studierte von 1848 bis 1852 Klassische Philologie in Jena und Berlin. Nach dem Studienabschluss und der Promotion zum Dr. phil. arbeitete er zunächst als Privatlehrer in verschiedenen bürgerlichen Häusern, bis er 1855 auf Vermittlung des Kurators Moritz Seebeck Hauslehrer des Erbgroßherzogs Karl August von Sachsen-Weimar-Eisenach wurde. Diese Stellung behielt er acht Jahre lang. Während dieser Zeit unternahm er mit dem Prinzen eine ausgedehnte Bildungsreise durch Italien. 1862 verlieh ihm der Großherzog den Hausorden vom Weißen Falken (Ritter I. Klasse).
Nachdem Vermehren 1863 aus den großherzoglichen Diensten ausgeschieden war, unterrichtete er in Jena an der Zenkerschen Unterrichts- und Erziehungsanstalt. Nach der Veröffentlichung seiner Studien zum Philosophen Aristoteles ernannte ihn die philosophische Fakultät der Universität Jena 1864 zum außerordentlichen Professor der Klassischen Philologie. Vermehren blieb bis an sein Lebensende parallel in Schule und Universität tätig. 1876 wurde er als Oberlehrer am neugegründeten Gymnasium Carolo-Alexandrinum angestellt, wo er vor allem griechischen Sprachunterricht erteilte. Zu wissenschaftlichen Veröffentlichungen kam er kaum; nach den Platonischen Studien (1870) veröffentlichte er nur noch auf Veranlassung seines Gymnasialkollegiums 1879 eine kurze Abhandlung über den Kapitolinischen Tempel in Rom.
In seinen letzten Lebensjahren litt Vermehren zunehmend an Anämie. Im Winter 1892/93 suchte er um seine Entlassung aus dem Schuldienst nach, die ihm durch ministerielle Verfügung vom 14. Februar 1893 auch zum Schluss des Schuljahres gewährt wurde. Aber schon kurz nach dem Eintritt in den Ruhestand, in den frühen Morgenstunden des Ostersonntags 1893, starb Vermehren an einer Hirnblutung.
Moritz Vermehren war ab 1861 mit Adele von Hase (1833–1916) verheiratet, der Tochter des Jenaer Theologieprofessors Karl von Hase (1800–1890). Eine Tochter des Paares, Else Vermehren, war Haustochter bei ihren Großeltern von Hase und heiratete später den Mediziner Georg Leubuscher (1858–1916). Eine andere Tochter, Helene Pauline Vermehren (1867–1963), heiratete 1889 den Theologen Gustav Krüger (1862–1940).

## Schriften
- Aristotelische Schriftstellen. Erstes Heft: Zur Nikomachischen Ethik. Leipzig 1864
- Platonische Studien. Leipzig 1870
- Der capitolinische Jupitertempel in Rom. Jena 1879 (Schulprogramm)